# Огнёв, Сергей Иванович
Серге́й Ива́нович Огнёв (23 октября [4 ноября]  1886 — 20 декабря 1951) — русский и советский биолог, зоолог, глава московской школы териологии, профессор, заслуженный деятель науки РСФСР (1947).

## Биография
Родился в 1886 году в Москве в семье Ивана Флоровича Огнёва, ботаника и гистолога, профессора Московского университета. Мать — Софья Ивановна Киреевская, дальняя родственница славянофилов Киреевских. Софья Ивановна и в особенности старший брат Огнёва, Александр, дружили с известным философом Павлом Флоренским.
После гимназии, в 1905 году, Огнёв поступил на естественное отделение физико-математического факультета Московского университета, который окончил в 1910 году с дипломом первой степени, и был оставлен при кафедре зоологии для подготовки к профессорскому званию. Руководил кафедрой профессор Г. А. Кожевников, один из ведущих зоологов того времени. В те годы Университет был единым целым с Зоологическим музеем, и Огнёв сразу и целиком окунулся в преподавательскую и музейную работу. Свою преподавательскую деятельность Огнёв начал в 1910 году, а десять лет спустя читал ряд самостоятельных курсов в МГУ и МГПИ. В этот период им был написан учебник «Зоология позвоночных», предназначенный для студентов вузов и выдержавший пять изданий. В 1926 году Огнёв получил звание доцента, в 1928 году ему без защиты диссертации была присвоена учёная степень доктора наук.
Создал школу териологов, вырастил поколение российских зоологов.
В самостоятельную научную работу Огнёв включился в студенческие годы, опубликовав несколько небольших статей. С самого начала университетской деятельности объектом изучения он бесповоротно избрал млекопитающих, а в качестве долгосрочной задачи определил создание полной систематической сводки по млекопитающим, обитающим на территории России, а позже — и сопредельных стран. Жизнь и научное творчество профессора Огнёва — веха в становлении и развитии отечественной териологии в целом. Его можно назвать основоположником этой науки, так как именно он своей многотомной монографией заложил научный фундамент знаний в области фауны, систематики, географии, экологии такого важного класса позвоночных, как млекопитающие.
В 1913 году опубликовал первую крупную работу «Млекопитающие Московской губернии» (часть I, 1913), отличающуюся объёмом исследованных материалов и тщательностью их обработки. В последующие годы Огнёв собирал материалы для сводки по млекопитающим России. Будучи кабинетным учёным, он в этот период довольно много выезжал в экспедиции: работал в Воронежской губернии вместе с К. А. Воробьёвым, совершил поездки в Наурзумский заповедник, на Урал, на Кавказ, в горы Средней Азии. Помимо собственных сборов, привезённых из этих экспедиций, Огнёв обрабатывал коллекционные фонды других зоологических учреждений России. Результатом этих работ стало написание ряда статей и нескольких крупных региональных сводок.
Рукопись первого тома монографии Огнёва, содержащая характеристики отрядов насекомоядных и рукокрылых, была полностью готова к изданию в 1922 году. Однако в связи с большим объёмом и непредвиденными финансовыми затруднениями издание было отложено, и том вышел в свет под названием «Звери восточной Европы и Северной Азии» только в 1928 году, то есть практически через семь лет после завершения рукописи. В предисловии к этому тому Огнёв впервые ввёл в употребление термин «териология».
Всего увидели свет восемь томов монографии, из них семь, посвящённых насекомоядным и рукокрылым, хищным, зайцеобразным и грызунам (почти всем; осталось не обработанным семейство мышиных и хомяки) были написаны самим Огнёвым. А это 4848 страниц текста (написанных пером и сразу набело, без черновиков), десятки карт и сотни рисунков, и в основе всего этого — многие сотни и тысячи обработанных и промерянных шкурок и черепов. Восьмой (а по номеру — девятый) том был написан по просьбе Огнёва одним из лучших знатоков морских млекопитающих, А. Г. Томилиным и посвящён описанию китообразных (вышел в свет в 1957 году).
Похоронен на Пятницком кладбище в Москве.

## Этапы биографии
- В 1899 году поступил в московскую гимназию Л. И. Поливанова, окончил её в 1905 году
- В 1902 году ещё школьником 5-го класса познакомился с орнитологом М. А. Мензбиром
- В 1905 году поступил на естественное отделение Физико-математического факультета Московского университета. Учителя: М. А. Мензбир, Г. А. Кожевников, Б. М. Житков
- В 1909 году Сергей Иванович работал по фауне зверей Орловской губернии
- В 1910 году по окончании университета оставлен Г. А. Кожевниковым при кафедре зоологии для подготовки к профессорскому званию (в штате Зоомузея)
- С 1911 по 1918 год преподавал зоологию в гимназии Флёрова
- С 1911 года преподавал на кафедре зоологии Московского университета
- В 1913 году опубликовал первую крупную работу «Млекопитающие Московской губернии» (в то время автору было лишь 27 лет) по результатам обработки более 3000 коллекционных экземпляров
- С 1914 году — штатный ассистент Зоологического музея Московского университета
- С 1917 по 1927 год курировал коллекции позвоночных или млекопитающих
- В 1920—1923 годах числился профессором Ташкентского университета, находясь в Москве, так как выехать в Ташкент не мог
- С 1923 года — научный сотрудник 1-го разряда НИИЗ
- С 1926 года — доцент МГУ
- С 1928 по 1935 год — профессор и заведующий кафедрой зоологии во Втором Московском университете (Московский пединститут им. В. И. Ленина, ныне Московский педагогический университет, МГПУ),
- С 1928 года — действительный член Института Зоологии (соответствовало званию профессора).
- С 1932 года — профессор МГУ. После смерти Г. А. Кожевникова возглавил Комиссию по изучению фауны Московской губернии.
- С 1941 по 1950 год — заведующий кафедрой зоологии в Московском городском педагогическом институте им. В. П. Потёмкина, практически жил в музее во время войны, когда многие сотрудники университета и Зоомузея были эвакуированы в Среднюю Азию
- Умер в 1951 году

## Труды
Участник экспедиций в разные регионы страны, собрал значительную зоологическую коллекцию, опубликовал сводки по млекопитающим (Крыму, Воронежской губернии, Северному Кавказу, Северо-Восточной Сибири, Копетдагу, Шантарским о-вам, Тянь-Шаню (1916—1940).
Опубликовал многотомное издание «Звери Восточной Европы и Северной Азии» (1928—1954 гг.), включающее 4878 страниц, описания почти 900 форм млекопитающих (видов и подвидов), с рисунками А. Н. Формозова, В. В. Ватагина, Н. Н. Кондакова, А. Н. Комарова, К. К. Флёрова.
Опубликовал книги «Экология млекопитающих», «Жизнь степей» и «Жизнь леса».
Зоологическая коллекция Огнёва продана в музей: первая партия в 1937 г., потом — в конце 1950-х гг. его вдовой И. Е. Огнёвой (около 7000 экз., с многочисленными типами).
Фактически создал московскую школу териологов, воспитав целую плеяду отечественных зоологов: Н. А. Бобринский, В. Г. Гептнер, Л. Б. Бёме, И. А. Волчанецкий, К. А. Воробьёв, Л. А. Портенко, А. Н. Формозов, Н. В. Шибанов, Н. М. Дукельская, К. К. Флёров, В. И. Цалкин, Б. А. Кузнецов, С. П. Наумов, С. У. Строганов, А. Г. Банников, А. П. Кузякин, А. Г. Томилин, В. В. Кучерук, Т. Н. Дунаева.
Личные вещи и архив, насчитывающий более 10 000 единиц хранения, хранятся в Дарвиновском музее.

## Вклад в систематику отдельных отрядов млекопитающих

### Рукокрылые
Занимаясь всеми млекопитающими России и сопредельных стран, Огнёв уделил внимание и рукокрылым. В 1911 и 1913 годах им были опубликованы статьи с описанием коллекции млекопитающих из Уссурийского края. В них по экземплярам, собранным Н. Ф. Иконниковым, были описаны два новых вида рукокрылых — Myotis ikonnikovi и Murina ussuriensis. Оба этих вида были впоследствии отождествлены с видами из тропической Азии, их бесспорный статус был подтверждён только ближе к концу XX века. В 1927 году вышла статья Огнёва «Synopsis of Russian Bats» (J. Mammal., 8(2): 140—157), в которой впервые на иностранном языке был дан полный обзор рукокрылых фауны СССР и описаны несколько новых таксонов различного ранга. Ещё несколько подвидов было описано им в частных региональных сводках.
В первом томе издания «Звери Восточной Европы и Северной Азии» летучим мышам посвящено 248 страниц текста, иллюстрированных 71 оригинальным рисунком (ещё 3 изображения внешних обликов летучих мышей выполнены А. Н. Формозовым). Эта сводка превосходит другие издания того времени и по объёму обработанного материала (Огнёв обработал все имевшиеся на тот момент в СССР коллекции по рукокрылым), и по тщательности его обработки. Подробные описания практически всех видов и подвидов рукокрылых России и сопредельных территорий не теряют актуальности по сей день.
Целый ряд форм, приведённых Огнёвым в этой сводке, был позже сведён в синонимы различными авторами. Однако самостоятельный статус многих из этих видов и подвидов сейчас находит или уже нашёл своё подтверждение на основе современных методов систематики (цитогенетики и молекулярной систематики). Интерпретация Огнёвым многих межвидовых отношений тоже в большей степени соответствует современным представлениям, чем во многих позднейших работах. В целом, не считая тех таксонов, которые Огнёву на момент написания монографии были неизвестны, его труд до сих пор исследователи[кто?] считают лучшей сводкой по рукокрылым северной Палеарктики (широко известные «Летучие мыши» А. П. Кузякина, содержащие к тому моменту новейшие сведения по экологии целого ряда видов и существенно более полные данные по естественной истории рукокрылых, в части таксономии труду Огнёва уступают).

### Зайцеобразные
С. И. Огнёв, в отличие от ленинградских зоологов Б. С. Виноградова, А. И. Аргиропуло и А. А. Гуреева,  последовательно отстаивал представления о независимом видовом статусе алтайской и северной пищух.

### Хищные
В 1926 году Огнёв описал предположительно новый вид диких кошек: Eremaelurus thinobius, на основании типового экземпляра из пустыни Каракумы в советском Туркменистане. Однако, в дальнейшем британский зоолог Реджинальд Иннес Поукок, который сперва также счёл Eremaelurus thinobius отдельным видом, показал, что речь идёт о подвиде барханного кота, ранее обнаруженного в Алжире. На сегодняшний день эта точка зрения является широко признанной.

### Остальные
Помимо этого, Огнёв внёс вклад в систематику таких отрядов млекопитающих, как насекомоядные и грызуны.

## Семья
- Первая жена (4.05.1914—5.05.1923[4]) — Елизавета Дмитриевна, урождённая Повалишина (16.08.1890—1954), училась на Высших женских курсах[5], во втором браке Зилова (муж Кирилл Алексеевич Зилов (1888—1946), зам. директора государственного литературного музея по хозяйственным и финансовым вопросам). Похоронена вместе со вторым мужем на кладбище Донского монастыря.
- Вторая жена — Инна Евграфовна Огнёва (1905–1993[6]) (в первом браке Харузина, жена рано скончавшегося орнитолога Олега Харузина (1899—1928)[7], сына сенатора А. Н. Харузина)
- Брат — Александр Иванович Огнёв (1884—1925), философ-спиритуалист и интуитивист, ученик Л. М. Лопатина.

## Награды
- Сталинская премия II степени (10 апреля 1942) — за многотомное издание «Звери Восточной Европы и Северной Азии» (1942 год)
- Сталинская премия II степени (1951) — за научно-популярный труд «Жизнь леса», 5 издание (1950)
- Награждён орденом Ленина и медалями.